# Колодкин, Анатолий Лазаревич
Анато́лий Ла́заревич Коло́дкин (27 февраля 1928, Дудергоф — 24 февраля 2011, Москва) — советский и российский правовед, доктор юридических наук, профессор. Заместитель генерального директора «Союзморниипроекта», президент Российской ассоциации международного права, президент Ассоциации международного морского права, судья Международного Трибунала по морскому праву, член Постоянного Международного арбитражного Суда.

## Биография

### Ленинград
Родился в Ленинграде 27 февраля 1928 года.
Учился на юридическом факультете ЛГУ, закончил его в 1950 году.
Продолжал работать в области юридических наук, получил звания доктора юридических наук, профессора.
Академик Международной академии информатизации, академик Академии транспорта.
В 1950—1956 годах работал преподавателем ЛГУ (читал лекции), одновременно с этим преподавал в Школе рабочей молодежи при ленинградской фабрике «Красное знамя». С 1956 по 1968 годы работал научным сотрудником, заведующим сектором, отделом ленинградского ЦНИИ морского флота.

### Москва
С 1968 года переехал в Москву, работал заведующим отделом Государственного проектно-изыскательского и научно-исследовательского института морского транспорта — «Союзморниипроект».
В период 1978—1981 годов был начальником Международного отдела Всесоюзного объединения «Морсвязьспутник».
С 1981 года перешёл на должность заместителя генерального директора института «Союзморниипроект» (сейчас ОАО «СОЮЗМОРНИИПРОЕКТ» РФ.
Одновременно А. Л. Колодкин продолжает преподавательскую деятельность: после ЛГУ он преподаёт в Ленинградской Морской академии им. С. О. Макарова, после переезда в Москву работает в МГУ и Дипломатической академии.
С 1996 года Анатолий Лазаревич стал профессором Московской государственной юридической академии.
Активно работает в научной области: с 1975 года являлся членом Специализированного научного Совета юридического факультета МГУ.
В 1985 году стал членом Экспертного совета по юридическим наукам Высшей аттестационной комиссии, в 1993 стал членом Специализированного научного Совета по международному праву Института государства и права РАН.

### Международная и политическая деятельность
С 1996 года представлял Россию в международных судах: был судьёй Международного Трибунала ООН по морскому праву, который находится в Гамбурге.
В 1990 году А. Л. Колодкин стал членом Международного Постоянного Арбитражного Суда, находящегося в Гааге.
С июня 2003 года он был назначен членом Постоянной палаты Третейского суда в Гааге от Российской Федерации.
С 1992 года стал заместителем председателя Международного объединения «Союз юристов».
В 1989—1995 годах был членом Совета Института морского права США.
С 1971 года А. Л. Колодкин был членом Совета Международного океанского института «Мир на морях», с 1990 года стал членом американской Всемирной Академии науки и искусства.
А. Л. Колодкин занимался политикой: он был руководителем и участником делегаций Советского союза и России в международных органах.
Он представлял страну на межправительственных, дипломатических и научных конференциях по проблемам международного права и международного морского права.
Кроме этого, Анатолий Лазаревич был организатором и председателем конференций и симпозиумов по морскому праву в России.
При проведении этих мероприятий А. Л. Колодин работал со специалистами в различных областях, 25 ноября 2008 года он совместно с Михаилом Войтенко провёл пресс-конференцию «Пираты XXI. Как с ними бороться».
Это мероприятие проходило в медиа-центре газеты «Известия».
В 1981 году А. Л. Колодкин стал президентом Ассоциации международного морского права, с 1994 года стал президентом Российской ассоциации международного права. С 1997 года являлся сопредседателем Экспертно-консультативного совета по международному праву Государственной Думы Федерального Собрания РФ.
В 1996 году Распоряжением Президента РФ назначен председателем Национального комитета РФ по Десятилетию международного права ООН.
В рамках своей международной деятельности А. Л. Колодкин разработал проекты международных конвенций о режиме морских судов в иностранных портах и о правовом статусе систем сбора океанских данных.
Он выдвинул предложение о создании Международной организации морской спутниковой связи (ИНМАРСАТ) для обслуживания спутниковой системы морской связи, участвовал а разработке и принятии Конвенции и Эксплуатационного Соглашения, Протокола о привилегиях и иммунитетах ИНМАРСАТ.

### Издательская, законодательная деятельность. Награды
А. Л. Колодкин являлся автором более чем 280 работ по международному праву и морскому праву.
Большая часть его работ была опубликована в Советском союзе и России.
Порядка 30 работ переведены на различные языки и опубликованы в США, Великобритании, ФРГ, Бельгии, Италии, Польше, Болгарии, Румынии.
Удостоен званий заслуженного деятеля науки РСФСР (1989), почетного работника транспорта, в 1983 — почетного работника морского флота.
В 1983 году был награждён орденом «Знак Почёта», в 1988 году награждён орденом Дружбы.
В 2006 году Морская коллегия при Правительстве Российской Федерации наградила его медалью Морской коллегии «За отличие в морской деятельности».
Кроме этого был награждён медалями.
В карьере А. Л. Колодина были и международные награды: Научный Совет Брюссельского Университета наградил Анатолия Колодкина Почетной медалью Брюссельского Университета.
СемьяАнатолий Лазаревич был женат, сын Роман Анатольевич Колодкин (1960), российский дипломат.

## Память
Именем А. Л. Колодкина назван супертанкер, построенный в Южной Корее по заказу российской компании «Совкомфлот».